# 12,8 cm PaK 44
A 12,8 cm PaK 44 L/55 a német Wehrmachtnak a második világháborúban rendszeresített egyik lövege, amelyet több funkcióban alkalmaztak. Tervezésekor tarackot akartak létrehozni, azonban a szovjet páncélosok védettségének fejlődésével páncéltörő szerepet is be kellett töltenie. A végeredmény PaK 44 (Panzerabwehrkanone) páncéltörő lőszerrel képes volt a szovjet harckocsikat leküzdeni, miközben nagy rombolóerejű lőszerrel támogató tüzérségként is lehetett használni. Vontatott lövegként is használták, valamint a háború vége felé tervezett összes német nehézpáncélost ezzel a típussal akarták ellátni, mint a Panzerkampfwagen VIII-at, vagy az E–100-at.

## Működése
Az ágyú osztott lőszert tüzelt, ami a lövedék és a hajtóanyag külön való betöltését és tárolását jelenti. Emiatt az ágyút három különböző méretű hajtóanyag töltettel is lehetett használni: egy könnyű, egy közepes és egy nehéz töltettel. A könnyű és közepes töltetet tüzérségi célokra használták, és körülbelül 28 kilogramm súlyú lövedékek kilövésére voltak alkalmasak. A nehéz töltetet pedig harckocsi-elhárító célokra használták.
A nehéz töltettel, és a PzGr.43 lövedékkel a PaK 44, 230 milliméternyi, 30 fokban döntött képes átlőni 1000 méteren, 200 millimétert 2000 méteren és 173 millimétert 3000 méteren.
A 12,8 cm PaK 44 a Jagdtiger nehéz páncélvadász fő fegyverzetévé vált, és egy harckocsiágyú változatát a második világháború utolsó hónapjaiban tervezett szupernehéz harckocsik, mint az E-100 és a Panzerkampfwagen VIII használták volna fegyverül.

## Változatai
- 12,8 cm Kanone 44 – PaK 44 L/55, alap változat;
- 12,8 cm Kanone 81/1 – a francia Canon de 155mm GPF alvázára szerelve, miután azt 15,5 cm K 418 néven rendszeresítették;
- 12,8 cm Kanone 81/2 – az orosz 1937-es mintájú 152 mm-es tarack alvázára szerelve;
- 12,8 cm Kanone 81/3 – Gerät 579 közepes vontatóra szerelve a Krupp verziót;
- 12,8 cm PaK 44/80 – a Jagdtiger (Sd.Kfz. 186) páncélvadászra szerelték fel.